# Среднее специальное учебное заведение

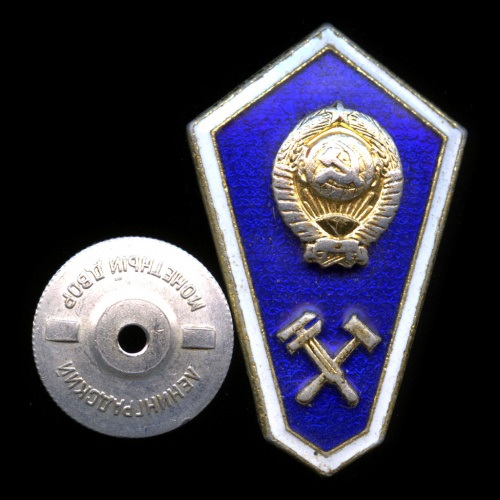
Нагрудный знак выпускника техникума СССР

Среднее специальное учебное заведение (ССУЗ) — учебные заведения среднего профессионального образования (техникумы, лицеи, колледжи): медицинские, педагогические, ветеринарные, технологические, транспортные (железнодорожные, автодорожные, авиационные и другие), где даётся средний (между ПТУ и вузом) уровень профессионального образования и совокупность различных специальностей на базе основного общего (с получением среднего (полного) общего образования) и на базе среднего (полного) общего образования.
Основой массового появления системы ссузов в СССР явилась образовательная революционная реформа народного комиссара просвещения А. В. Луначарского с мая 1923 по 1930-е гг., считавшего тогда насущным и необходимым массовое создание в молодой советской республике учебных заведений нового тогда типа — техникумов, промежуточного звена между средней школой и вузом. Первым образцовым техникумом новой революционной реформы образования, по решению Луначарского, стал с 24 мая 1923 года Томский практический политехнический институт, преобразуемый в образцовый Первый Сибирский политехнический техникум имени товарища Тимирязева.
В 1920-е гг. техникумам как инструменту массовой подготовки техников и первичного (низового) управленческого персонала для заводов, фабрик и сельского хозяйства придавалось исключительное значение, в техникумы спешно реорганизовывались технические институты (вузы) в губернских и областных центрах РСФСР. С 1930 года в условиях индустриализации СССР начался бум создания техникумов практически во всех городах страны. Параллельно развивалась система начального профтехобразования в виде фабрично-заводских школ и училищ (по реформе 1970-х гг. они будут называться профтехучилищами, СПТУ) подготовки рабочих с неполным или полным средним образованием.
В ссузах срок обучения составляет, как правило, 2-4 года в зависимости от специализации и начального уровня подготовки абитуриента (на базе полной или неполной средней школы).
Система ссузов состоит из:
- СПО — учреждений среднего профессионального образования: медицинское и ряд др. гуманитарно-культурных училищ (кроме СПТУ), технических лицеев (кроме лицеев на правах СПТУ), техникумов, колледжей.

Поступив на обучение в среднее специальное учебное заведение, молодые люди получают техническую специальность, профессию, навыки управленческой работы (низший управленческий персонал — бригадиры, десятники, техники и даже мастера участков в цехе — производственных и сельскохозяйственных предприятий). Это принципиально отличает выпускника ссуза от выпускника системы начального профессионально-технического образования (ПТО, СПТУ), где даются только законченное среднее образование (в объёмах классической средней школы) и рабочая профессия, навыки работника, трудового персонала. Также обучающиеся в ссузе являются студентами, в отличие от учащихся в системе ПТО.
Студентам, обучающимся по востребованным специальностям для предприятия, иногда предоставляется дополнительная стипендия от предприятия, бесплатные обеды, а также возможна оплата прохождения производственной практики. Выпускники профильных техникумов/колледжей приходят на уже знакомые места работы, где они ранее проходили практику, и в XXI веке являются или квалифицированными рабочими, или управленцами-техниками.